# Довгі нарди

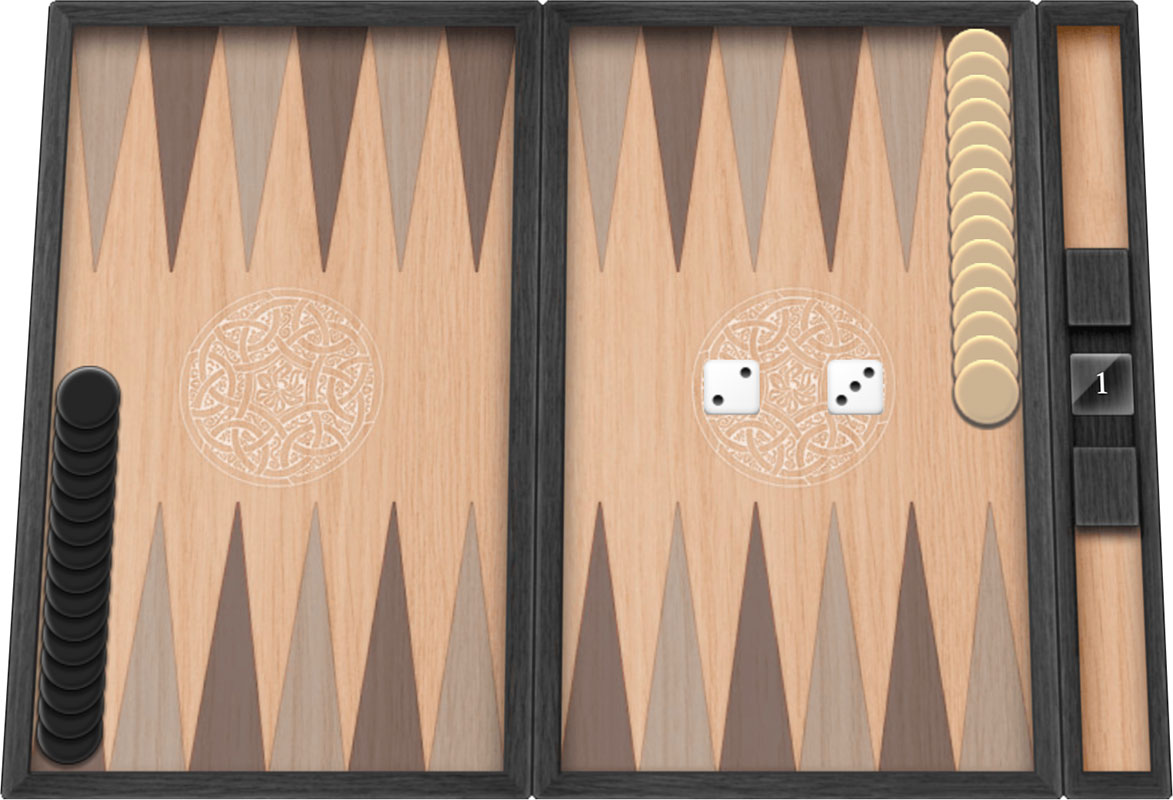
Стартові позиції у довгих нардах

Довгі нарди — настільна гра для двох гравців, різновид нардів. Має спільне з короткими нардами гральне поле, проте відрізняється правилами та стартовими позиціями.

## Історія
Історично гра була поширена у Персії, мусульманських країнах, та серед Іракських євреїв. За легендою, гра пов'язана з одним із перських шахиншахів Ардаширом I, засновником династії Сасанідів. Найдавнішою згадкою про гру вважається витримка з Талмуду, проте існує твердження, що на увазі малася грецька протоверсія шахів — кубейя.
Пізніше гра була поширеною серед народів Грузії під назвою нарді, а також Калмикії під назвою нарр. У 1920-х роках, коли обидві нації увійшли до складу СРСР, гра поширилася серед інших народів цієї країни.
Нині гра найбільш відома серед країн колишнього СРСР.

## Відмінності від коротких нард
- Кожен гравець починає гру з 15 нардами, розташованими з крайніх боків поля у діагонально протилежних кутах.
- Гравцям заборонено «бити» чужі фішки.[2]
- Обидва гравці рухають свої фішки в одному напрямку, проти часової стрілки.